# みょんふぁ
みょんふぁ（本名：洪明花、ハングル：홍명화）は、女優、司会、ナレーター、韓国語通訳・翻訳、プロデューサー、演技講師、大阪府大阪市出身。SORIFA所属（代表）
少年の声や、落ちついた低めの大人の声、少しハスキーで甘えた感じの色気のある声など。大原麗子の声に似ている。役柄は、少年役からキャリアウーマン、優しい母親、意地悪な母親、虫の役やおばあさんなど幅広い演技に定評がある。

## 来歴
在日韓国籍三世として大阪市生野区に生まれる。西成の民族学校、金剛小学校に入学。
小学1年生の担任の先生が舞踊団“グループ黎明”を創立し、母親と共に立ち上げメンバーとして参加。舞踊一色の小学校時代を送り、大阪フェスティバルホールなど数々の舞台に出演。
中学からは日本の学校に通わせるという両親の意向のもと、私立追手門学院大手前中学校に入学し、演劇部に入部。
大阪芸術大学演劇学科を志望するが、両親が反対するであろうと察し、高校一年生からピアノを習い、音楽学科に入学。
音楽学科に通いながら、劇団そとばこまちに入団（リコモーション所属）と二足の草鞋を履くが、両親の猛反対と大学卒業が危なくなってきたこともあり、劇団と事務所を辞め、通学に専念する。
卒業後は演劇界に戻らず、韓国語の勉強を始め、イベントの司会やラジオパーソナリティなどの活動。
27歳でニュージーランドに渡り、現地に滞在するフリースクールの日本学生たちと「男はつらいよ」のミュージカルを創作。演出や広報活動など、1年かけて向き合い、演劇に対する情熱が目覚め始める。
帰国後すぐに上京し、女優としての活動を始める。2005年〜2015年、劇団ユニークポイントに所属し、当劇団の全公演に出演。
日韓交流も盛んになり、韓流イベントの司会や、両国の戯曲翻訳、映画や演劇の現場通訳、プロデュースなど仕事の幅を広げる。
2014年、文化庁新進芸術家海外研修制度にて、韓国国立劇団で1年間俳優の訓練を受け、2015年に韓国国立劇場にて韓国デビューを果たす。
2017年、第9回小田島雄志・翻訳戯曲賞を受賞。
2021年12月、幼少より憧れていた世界を魅了した舞姫、崔承喜のひとり芝居『母MyMother』を、鄭義信に書き下ろしてもらい公演。コロナ禍で約800名の動員を果たす。
2023年現在は日韓交流を活性化すべく、SORIFAを設立。様々な戯曲の翻訳・紹介やプロデュースを行なっているほか、演劇講師や韓国語講師としても活動しており、K-POP練習生の育成のために韓国語で演技レッスンも行なっている。

## 人物
- 大阪芸術大学音楽学科ピアノ専攻　卒業
- 特技は、韓国語、英語、関西弁、ダンス、ピアノ、ギター、三線、三味線、韓国舞踊、韓国打楽器、ゴルフ、乗馬、ヨギソダイブ
- 資格は、スキューバダイビングオープニングライセンス、自動車普通免許

## 受賞
- 2017年 第9回小田島雄志・翻訳戯曲賞（対象作品：韓国戯曲「トンマッコルへようこそ」「代代孫孫」）

- 2024年　TBSテレビ・ もっとも忘れられないラヴィット！MWL2024（対象：「ヨギソダイブ」）

## 出演

### 映画
- 「レンタル×ファミリー」阪本武仁監督（2023年公開中）
- 「ナニワ金融道」（2022年）
- 「国民の選択」宮本正樹監督(2021年)
- 「湖底の空」佐藤智也監督（2021年） - 2020年ゆうばり国際映画祭グランプリ
- 「風の色」クァク・ジェヨン監督（2018年1月）
- 「水の声を聞く」山本政志監督（2014年） - 2015年度キネマ旬報第8位
- 「中学生円山」宮藤官九郎監督
- 「黄金を抱いて翔べ」井筒和幸監督
- 「蟻が空を飛ぶ日日」野火明監督
- 「善行マニア〜鉄ドンシリーズ〜」野火明監督 - 2016年ゆうばり国際ファンタスティック映画祭「ファンタランド賞」受賞
- 「血と骨」崔洋一監督

### テレビドラマ
- TBS「Eye Love You」（2024年1月）[4]
- MBS ドラマイズム「往生際の意味を知れ」（2023年4月）
- NHK 「ガラパゴス」(2023年2月)
- NHK ドラマ10 「群青領域」(2021年) - 主演シムウンギョンの母親 役
- NETFLIX「宇宙を駆けるよだか」 - 主人公の母親 役
- CX 「姉ちゃんの恋人」(2021年)  - 主演有村架純の母親 役
- CX月9「カインとアベル」主演山田涼介 - 秘書通訳 役
- CX「恋して悪魔」村上監督 - 主婦 役
- CX 金曜エンタメ「封印された拉致Ⅱ」星田良子監督
- NTV「たったひとつの恋」岩本仁志監督 - 看護婦 役
- NTV 「華麗なるスパイ」岩本仁志監督 - 韓国語講師 役
- NTV 「北朝鮮再現ロケ」 - 北朝鮮妻 役
- TBS月曜ゴールデン「心研ぎます! 鷹宮光次郎の旅情事件簿 刀研ぎ師の人情放浪記」安室修監督 - 仲居 役
- テレビ朝日 土曜ワイド劇場「隠蔽捜査2〜果断〜」今野敏監督 - 報道記者 役
- テレビ東京「超星艦隊セイザーX」米田興弘監督 - 主婦 役
- テレビ東京 水曜ミステリー「銀座高級クラブママ青山みゆき」長尾啓司監督 - 不倫相手 役
- 名古屋テレビ　「ダムド・ファイル マンション千種区」七字幸久監督 - 女の霊 役
- WOWOW「パンドラ」河毛俊作監督　2,5,6,7話 - 政治記者 役
- WOWOW「都市伝説セピア フクロウ男」落合正幸監督 - 報道記者 役
- ネットシネマ「探偵事務所5」萩生田宏治監督 - 母親 役
- GyaOドラマ「たからもの」松田礼人監督 - 教師 役

### テレビ
- 関西テレビ「Aタイム」 - レポーター
- 朝日放送「ナイトinナイト」
- 江戸川区チャンネル - レポーター
- 「金スマ」「ザ!世界仰天ニュース」「行列のできる法律相談所」「ラヴィット!」[4]

### ラジオ
- NHKラジオドラマ「青春アドベンチャー」2019年3月
- FMわぃわぃ - パーソナリティ

### 舞台
- 劇団そとばこまち在団(1991年〜1993年)
- 劇団ユニークポイント（2005年〜2015年）
- 韓国国立劇団「プラトーノフ」 @韓国国立劇場
- 燐光群
  - 「裏屋根裏」＠下北沢ザ・スズナリ
  - 「たった一人の戦争」＠座・高円寺1
- 椿組「かなかぬち」＠花園神社
- 風琴工房「無頼茫茫」＠下北沢ザ・スズナリ
- 桃唄309「死すべき母の石」＠中野BONBON
- ワンツーワークス
  - 「奇妙旅行」＠中野ポケット　
  - 「ビーイングアライブ」＠赤坂レッドシアター
  - 「消滅寸前〜あるいは逃げ出すネズミ」＠中野ポケット
  - 原作宮部みゆき「R.P.Gロールプレイングゲーム」＠赤坂レッドシアター
  - 「神［GOTT］」＠下北沢駅前劇場[5]
- 劇団ユニークポイント
  - 「あこがれ」「雨の一瞬前」＠ザ・スズナリ＆＠韓国2都市公演
  - 「THE TUNNEL」「通りゃんせ」＠座・高円寺1
  - 「フェルマーの最終定理」＠シアター711など、全作品
- ラ・カンパニーアン「ここにおいで」＠シアター雑遊
- アトリエセンターフォワード
  - 「あられもない貴婦人」＠シアター風姿花伝
  - 「路地裏海賊譚〜カコノユクエ」＠両国シアターカイ
  - 「三人姉妹（チェーホフ）」＠両国シアターカイ
- 流山児☆事務所
  - 「マクベス」＠座・高円寺１
  - 「代代孫孫」シライケイタ演出　＠下北沢ザ・スズナリ　
  - 「SCRAP」シライケイタ作・日澤雄介演出　＠スペース早稲田
  - 「満州戦線」シライケイタ演出　＠下北沢ザ・スズナリ
  - 「コタン虐殺」詩森ろば作・演出　＠下北沢ザ・スズナリ
  - 「客たち」シライケイタ演出　＠下北沢ザ・スズナリ
  - 東憲司演出「トンマッコルへようこそ」＠六本木ZEPPブルーシアター
- 劇団桟敷童子 「蝉の詩」＠すみだパーク
- ポかリン記憶舎（二人芝居）「花音」＠下北沢＆＠ソウル大学路
- 名取事務所「渇愛」＠下北沢B１劇場　演出：寺十吾
- 野生児童「春暁」＠下北沢「劇」小劇場
- チャリT企画「パパは死刑囚」＠座・高円寺1
- TOKYOハンバーグ「へたくそな字たち」＠座・高円寺1
- 伊東由美子プロデュース「楽屋」清水邦夫作・西沢栄治演出＠下北沢OffOffシアター
- 下北澤姉妹社『焔』＠下北沢駅前劇場　演出：西山水木
- 下北沢スズナリ企画『カーテン』　＠下北沢ザ・スズナリ
- HOTSKY主催『ほおずきの家』演出：横内謙介　＠座・高円寺1
- 玉造小劇店『長い長い恋の物語』　作・演出：わかぎゑふ ＠下北沢ザ・スズナリ/  大阪Independent シアター
- みょんふぁ一人芝居『母My Mother』作・演出　鄭義信 ＠下北沢シアター711
- 劇団道学先生『水星とレトログラード』演出：有馬自由 ＠下北沢ザ・スズナリ[6]
- 戦場のガノン 作・演出：大野敏哉 ＠シアター711[7]

### 出演・プロデュース
- 『花の秘密』　＠赤坂レッドシアター　演出：横内謙介/作　チャンジン
- 『韓国戯曲朗読まつり〜オ・セヒョク風刺コメディ3部作』 ＠下北沢OFFOFFシアター[2]
- 『わったりがったり〜JAPAN×KOREA芸能の夕べ』＠あさがやドラム[2]

### CM
- 「ピンクボーイ」「ドメスト」「アクロン」「養命酒」
- 「沖縄観光Web CM-Happy Surprise in Okinawa」[8]
- 「桜が見た幸せ」Webドラマ 三橋の森ウエディング

### ナレーション
- BS TBS『世界遺産の旅]』 - 世界観光機構　首脳会議　映像ナレーション(日・英)
- 東京都庁災害VP（日・英・韓） - 宮城博物館ナレーション（日・英・韓）
- 映画「労働組合ドキュメンタリー」

### 司会
- 韓流アーティストファンミ及びトークショー（日韓）
  - 超新星・sgWannabe・イヨンエ ・ヤンミギョン・ユヨル・Zero …他
- 「マルハン売上げ達成記念式典」(日英韓)
- 引田天光マジックショー/葉加瀬太郎演奏会
- 韓国大使館主催「日韓観光交流拡大のゆうべ(日韓)」、「コリアフードフェスタ(日韓)」、「韓国伝統酒との出会い(日韓)」、「京畿道世界陶磁ビエンナーレ(日韓)」
- 韓国文化院主催「韓国語落語と韓国民話のおもしろ競演(日韓)」
- 韓国農水産物流公社「日韓交流まつり」、「東京国際映画祭」〜無声映画部門〜
- 「AXA-SEOUL韓国ツアー(日韓)」「K-POPニューイヤーセレクト(日韓)」
- 記者発表会　韓国ドラマ「変わった女変わった男」 (日韓)
- 「高須国際美容外科学会（日英）」
- 「マイクロソフトプライベートショー(日英)」
- 「ワーナーホームビデオ新製品発表（日英）」
- 「アイティイット式典（日英）」
- 「ローランド音楽フェア」
- アメリカ観光局主催「ブランドUSA（日英）」
- 各種トークショー（うつみ宮土理、中尾彬、笛木祐子、辰巳琢郎など）
- 各種韓国関連プレス発表会、マッコリ大使任命式典
- 婚礼司会（日英韓トリリンガル）

### 展示会ナレーター
- 東京モーターショー（日産・YAMAHA・会場アナウンス（英語））、
- TOYOTA世界大会(英語)、シーテック、セミコン、食博、ゲームショー、インターネプコン、i-Expo、ジャンプフェスタ、情報セキュリティ、エコプロダクツ、ツーリズム旅博(講談)、国際福祉機器展、働き方改革エクスポ　…他

### VP
- 東京都庁災害VP（日英韓）
- 国税庁WEBドラマ(韓国語)、
- カシオ「プリン写ル」
- Canonデジタルビデオカメラ
- Canonファックスプリンター
- 朝日安田生命企業VP
- 第一生命保険企業VP
- あいおい損保企業VP

## 通訳・翻訳

### 通訳
- 「東アジア国際理解会議」（同時/逐次日⇔韓）
- 仁川/成田 国際空港　社長会談(日韓)
- ワーナーブラザーズ新商品発表会長挨拶（英日）
- ワーナーブラザーズプレゼンテーション（英→韓）
- 韓国国家食品産業プレゼンテーション(同時通訳 韓⇔日)
- マイクロソフトセミナー　（英日通訳）
- HP社基調講演、プレス発表通訳（英⇔韓）
- 東京都・ソウル市議会親交会(日韓)
- 韓国国楽芸術団　来日通訳(日韓)
- 各種撮影現場通訳（映画・ドキュメンタリー等 日韓）
- 商談取引会議(日韓)（サムスン半導体など）
- 企業首脳会談　通訳(日韓)
- 各種取材通訳(日英韓)
- 各種イベント通訳(日英韓)
- 取材通訳（映画「焼肉ドラゴン」新国立劇場公演など）
- インタビュー通訳
- 記者発表（韓流ドラマ）
- YAMAHAゴルフ　契約記者発表…他

### 演劇通訳
- 新国立劇場「焼き肉ドラゴン」「アジア温泉」
- ホリプロ「スリルミー」
- シスカンパニー「エレガンス」
- 青山劇場「Jack the Ripper」
- 松竹主催ミュージカル「Run to You」
- 日本演出者協会主催「日韓演劇フェスティバル」
- アジア国際芸術祭
- フェスティバルトーキョー
- 映画通訳：「風の色」クァク・ジェヨン監督通訳

### 翻訳
メディア関連
- アカデミー賞授賞スピーチ字幕（英語・韓国語）、
- 報道関連（フジテレビ、TBS）
- 映画字幕「冬のソナタ」「蟻の空」「チング」インタビューなど）
- 映画インタビュー記事（韓国映画ファンジニなど）
- 2020年アカデミー賞授賞スピーチ字幕（英語、韓国語）

企業関連
- 会社概要（京セラ・村田製作所・住友電工・住友重機など）
- 企業ホームページ（IT、情報セキュリティ、建設、通信、電子、貿易・芸術系など）
- 司法・行政関連（中小企業基盤整備機構・世界安全保障貿易管理・即決裁判など）
- 契約書関係（秘密保持契約書・会議要請書・協定書・覚書など）
- パソコンソフト取扱説明書
- CAD取扱指示書
  - 電子工学系（電源ボード・電子基盤・金型・金属・電子ワイヤーなど）
  - 半導体関連
  - 建設系　連陸橋設計・数理書(約2000ページ)
- 京セラ・キッチン製品案内
- 羽田空港概要・アンケート
- 女性人権中央支援センター　教材
- 性売買規書
- 博物館などのガイド原稿（酒田・平泉・松島など）
- IBM社内WEBテキスト
- 横浜市観光ガイド（800ページ）
- 日本各地の案内ガイドブック
- 携帯電話取り扱いマニュアル
- 食品ガイドライン
- 各種施設案内
- 展示会場案内・HP・資料
- 各種新聞
- 各種ビジネスレター
- 会報ニュース(日英韓)
- 日本演出者協会沿革・定款
- ソウル演劇協会沿革・概要「ソウル演劇祭」パンフレット

### 戯曲翻訳
- チャンジン「トンマッコルへようこそ」「花の秘密」
- オ・セヒョク「クリスマスに3万円手に入れる方法」「粉愛」「地上最後の冗談」「楽屋のお掃除」
- 李根三「流浪劇団」（韓国現代戯曲集Ⅴ巻2013年）
- ユン・チョビョン「うぐいす」（韓国現代戯曲集Ⅵ巻2015年）
- チャン・ウジェ「アメリカの怒れる父」（韓国現代戯曲Ⅶ巻2017年）
- ソン・ヨン「護身術」（韓国現代戯曲集Ⅷ巻2019年）
- ク・ジャヘ「加害者探求＿付録謝罪文作成ガイド（韓国現代戯曲Ⅹ巻2021年）
- パク・クニョン「代代孫孫」
- 朴章烈「スーパーマンとターザン」「お母さんの十八番」
- イ・ソング「メディアの詩」
- 三島由紀夫「班女」「葵の上」
- 武田泰淳「ひかりごけ」
- 太宰治「斜陽」脚色版
- 各種日韓戯曲の翻訳と字幕

### コーディネート
- 日韓演劇フェスティバル(日本演出者協会主催)、若手演出家コンクール、ソウル演劇祭、アジア演出家展、韓国D-Festival、韓国大田演劇祭、韓国演出家ワークショップ

### 演出
- 亜細亜の骨「粉愛」「クリスマスに3万円手に入れる方法」
- グランツ「地上最後の冗談」

### レッスン
- 神戸モデル事務所 演劇科（2002年 - 2004年）
- 横浜K2フリースクール（2003年 - 2005年）
- 女優が教えるハングル講座（個人＆グループ）（2015年 - ）
- 静岡藤枝市　市民劇ワークショップ（2016年）
- テアトルアカデミー 幼児、児童部　演技科（2018年 - 2021年）
- オフィスミナミカゼ、グランツ演技レッスン講師（2018年 - ）
- コスモランドK2アカデミー 演技レッスン（K-popタレント練習生特別クラス）（2020年 - ）

## メディア掲載
- 演劇サイト　日刊えんぶ（2023年〜連載）
- 毎日新聞（2019年2月21日） - 人物紹介
- エンタメサイト「SPICE」（2019年1月）
- 日刊ゲンダイ（2019年2月）
- 月刊誌「イオ」FACE（2017年10月）
- シアターガイド（2016年7月号）「気になるあの人」
- 日本劇団協議会発行「JOIN」（2015年11月）
- シアターガイド（2014年4月〜9月連載）